# Осорио, Рикардо
Рика́рдо Осо́рио (исп. Ricardo Osorio; 30 марта 1980, Уахуапан-де-Леон) — мексиканский футболист, защитник.

## Клубная карьера
Дебютировал в чемпионате Мексики в сезоне 2001/02 в матче против «Атланте». «Крус Асуль» выиграл в этом матче со счётом 3:1. После удачного выступления на чемпионате мира 2006 года Рикардо перебрался в немецкий «Штутгарт». Контракт был подписан на четыре года, сумма трансфера — 4 миллиона евро.
16 февраля 2007 года Осорио забил свой первый мяч за «швабов». В матче против франкфуртского «Айнтрахта» Рикардо поразил ворота на 44-й минуте, в итоге матч завершился крупной победой «Штутгарта» со счётом 4:0.

## Достижение
«Штутгарт»
- Чемпион Германии: 2006/07